# Peter Gunn
«Peter Gunn» — музыкальная тема, написанная Генри Манчини для одноимённого телешоу. Эта песня стала вступительным треком к оригинальному саундтрековому альбому «The Music from Peter Gunn», выпущенному RCA Victor в 1959 году. Манчини получил премию «Эмми» и две премии «Грэмми» в номинациях «Альбом года» и «Лучшая аранжировка». В 2005 году композиция была включена в Зал славы «Грэмми».

## Запись и издания
В своей автобиографии 1989 года «Did They Mention the Music?» Манчини утверждает: «Заглавная тема Peter Gunn на самом деле больше связана с рок-н-роллом, чем с джазом. Я использовал гитару и фортепиано в унисон, сыграв то, что в музыке называется остинато, что означает „упрямый“. Это продолжалось на протяжении всего произведения, придавая ему зловещий эффект, с некоторыми испуганными звуками саксофона и кричащими медными духовыми. Композиция состоит из одного аккорда по всей длине и суперпростой линии верха».
В оригинальной записи песни фортепианный рифф исполнен Джоном Уильямсом, который впоследствии стал влиятельным кинокомпозитором. Манчини аранжировал первую версию песни для трубача Рэя Энтони в 1959 году. Записанный для Capitol Records на студии Radio Recorders при участии тенор-саксофониста Пласа Джонсона, он достиг восьмой строчки в Billboard Hot 100, 12-й в R&B чарте и 13-й в Канаде.
Манчини записал несколько различных версий своей музыкальной темы, включая «Señor Peter Gunn», в альбоме 1965 года «The Latin Sound of Henry Mancini», а также в новой аранжировке для фильма 1967 года «Gunn… Number One!»
Тексты песен были добавлены Джеем Ливингстоном и Рэем Эвансом и впервые записаны в 1965 году Сарой Воан в аранжировке Билла Холмана для её альбома Sarah Vaughan Sings the Mancini Songbook. Манчини также записал вокальную версию под названием «Bye Bye», которая вошла в его саундтрек «Gunn… Number One!».

## Версия Art of Noise
К середине 1980-х Art of Noise, зарекомендовавшие себя как пионеры сэмплированной музыки, искали способы переработки узнаваемых тем — не просто чтобы записать кавер, а деконструировать и собрать по-новому. Идея взять «Peter Gunn» пришла от желания создать нечто, сочетающее в себе: ностальгический вайб старого ТВ-шоу (тема 1959 года); новейшие на тот момент технологии цифровой обработки звука (Fairlight CMI, синтезаторы, сэмплеры); живое участие рок-н-ролльной иконы. По словам Энн Дадли: «Нам понравилась идея создать что-то на основе басового риффа, и мы постоянно возвращались к этому». Йечалик с иронией отмечал: «Мы никак не могли смириться с тем фактом, что не мы ее написали».
Гитарист Дуэйн Эдди был настоящим символом эпохи 1950-х, когда вышел оригинальный «Peter Gunn». Участники Art of Noise — особенно продюсер Энн Дадли — хотели соединить живую гитару с холодным, роботизированным звуком сэмплеров. Как вспоминает сам Эдди: «Один мой друг прислал пару их пластинок со словами: „Не могли бы вы что-нибудь с ними сделать?“ Я послушал и подумал: „Ладно, это странновато, но почему бы и нет?“ Потом, когда я с ними поговорил, они захотели записать Питера Ганна. Я подумал: „Это же просто!“ Поэтому я прилетел и поместил свою гитару на их трек, и они его докончили. Я сделал рекламу пластинке, и в следующий момент она попала в чарты по всему миру». Как отмечал Джей Джей Йечалик, "Дуэйн был очень рад прийти на сессию и увидеть, что Гэри собрал целую кучу усилителей valve и винтажных микрофонов. И я думаю, что буду прав, предположив, что одним из первых занятий Гэри, когда он был молодым оператором, было приготовление чая для Дуэйна Эдди. «Итак, эти два фактора сильно расслабили его, и он принялся за работу над треком. И, согласно моей встаке на 12-дюймовом миксе с сэмплом: „Как вы думаете, стоит ли мне записать еще один?“, мы сделали это очень быстро — практически за один дубль». Эдди переиграл главный рифф и импровизировал, а Art of Noize позже наложили его на электронную аранжировку. Art of Noise использовали: Fairlight CMI — цифровой сэмплер, с помощью которого они создавали фрагментированную структуру трека; драм-машины (LinnDrum, Oberheim); записанные шумы, обрывки голосов, фильтры, нестандартную ритмику; несколько дорожек гитар Эдди, обработанных по-разному.
Композиция вошла в их альбом 1986 года In Visible Silence. На композицию Мэттом Форрестом был снят клип в духе абсурда и театрализованного нуара, что подчёркивает шпионскую атмосферу темы.
В Композиция которая достигла второго места в танцевальном чарте США, восьмого в Великобритании, 14-го в Канаде и 50-го в Billboard Hot 100. Версия «Art of Noize» была удостоена премии «Грэмми» за лучшее инструментальное рок-исполнение. В Канаде песня провела 20 недель в топ-100 и заняла 84-е место в чарте на конец года. В 2006 году по случаю 30-летия альбома Энн Дадли отмечала: «В нём были все нужные нам ингредиенты — это был очень простой рифф, он был очень зажигательным. В нём чувствуется великий дух».

### Участники записи
Art of Noise
- Энн Дадли — клавишные, аранжировки
- Джей Джей Йечалик — сэмплирование, Fairlight CMI
- Гэри Ланган — продюсирование, микширование

при участии
- Дуэн Эдди — электрогитара